# 대한민국 제4대 국회의원 선거 제주도
이 문서는 대한민국 제4대 국회의원 선거의 제주도 지역 개표 결과이다.

## 선거구
| 선거구   | 선거구역      |
| -------- | ------------- |
| 제주시   | 제주시 일원   |
| 북제주군 | 북제주군 일원 |
| 남제주군 | 남제주군 일원 |

## 개표 결과

### 제주시
|  | 42.21% |

|  | 39.38% |

|  | 11.65% |

|  | 6.74% |

### 북제주군
|  | 33.49% |

|  | 21.36% |

|  | 18.14% |

|  | 17.60% |

|  | 9.39% |

### 남제주군
|  | 29.55% |

|  | 25.12% |

|  | 23.32% |

|  | 21.99% |

## 당선자
|  | 42.21% |

|  | 33.49% |

|  | 29.55% |

## 같이 보기
- 대한민국 제4대 국회
- 대한민국 제4대 국회의원 선거
- 대한민국 제4대 국회의원 목록